# Полска академия на знанията
Полската академия на знанията (на полски: Polska Akademia Umiejętności, PAU; на английски: Polish Academy of Arts and Sciences; на френски: Académie Polonaise des Sciences et des Lettres; на немски: Polnische Akademie der Wissenschaften und Künste) е полска научна организация със статут на дружество. Седалището и се намира в Краков.

## История
Организацията е създадена през 1872 година в Краков, в резултат на преобразуването на Краковското научно дружество, и приема името Академия на знанията. Въпреки че се намира на територията на Австро-Унгария, обединява полски учени от всички краища на полска земя.
След възстановяването на Полша през 1918 година организацията е преименувана на Полска академия на знанията. Съществува до 1952 година, когато комунистическите власти в страната я ниглижират, за да се даде път на създадената във Варшава Полска академия на науките.
Академията възстановява дейността си през 1989 година.
Председатели на академията
1. Юзеф Майер (1872 – 1890)
2. Станислав Тарновски (1890 – 1917)
3. Кажимеж Моравски (1917 – 1925)
4. Ян Розвадовски (1925 – 1929)
5. Кажимеж Костанецки (1929 – 1934)
6. Станислав Врублевски (1934 – 1938)
7. Станислав Кутшеба (1939 – 1946)
8. Кажимеж Нич (1946 – 1957)
9. Адам Кшижановски (1957 – 1958)
10. Герард Лябуда (1989 – 1994)
11. Кажимеж Ковалски (1994 – 2001)
12. Анджей Бялас (2001 – 2018)
13. Ян Островски (от 2018)

## Структура
Академията се състои от 6 отдела и 32 комисии.

### Отдели
Филологически отдел
- Комисия за класическа филология
- Комисия за история на изкуството
- Комисия за нови филологии
- Комисия за славянска култура

Историко-философски отдел
- Централноевропейска комисия
- Източноевропейска комисия
- Комисия за първобитна история на Карпатите
- Комисия за история и култура на евреите
- Права комисия
- Комисия за история на войните и военното дело
- Етнографична комисия
- Комисия за икономически науки
- Комисия за археология на средиземноморските страни
- Комисия по медиознание

Отдел за точни и технически науки
- Комисия по астрофизика
- Комисия за комплексни системи
- Комисия за технически науки

Отдел по естествознание
- Комисия по геоинформатика
- Комисия за земеделски, горски и ветеринарни науки
- Комисия по кватернерна палеогеография
- Комисия по биология на развитието
- Географска комисия

Медицински отдел
Отдел за артистично творчество

### Комисии
Самостоятелни комисии, подчинени непосредствено на централното ръководство на академията:
- Комисия за история на науката
- Комисия за цивилизационни заплахи
- Комисия за оценка на училищните учебници
- Комисия по европейските въпроси
- Комисия по философия на науките
- Комисия за изследвания на полската диаспора
- Природно-медицинска комисия със седалище във Вроцлав
- Антропологическа комисия
- Комисия за културен и медиен мениджмънт
- Комисия по ергономия
- Polska Grupa CIHEC